# Otto Ungar

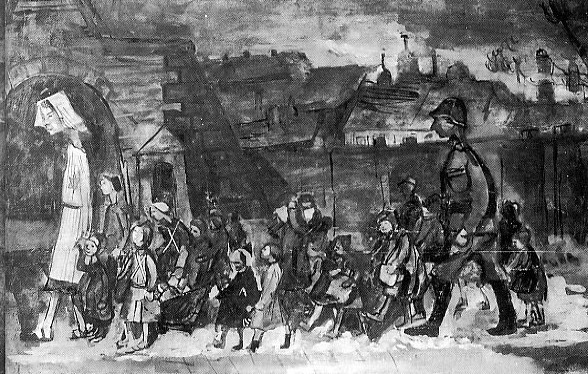
Kresba dětí transportovaných z ghetta Bialystok do Terezína v srpnu 1943. Děti byly v říjnu zavražděny v Osvětimi

Otto Ungar (27. listopadu 1901 Husovice – 25. července 1945 Blankenhain u Výmaru, Sovětská okupační zóna Německa) byl český malíř, kreslíř a pedagog.

## Život
Narodil se v Husovicích do židovské rodiny otci Bernardu Ungarovi, který byl dle zápisu v matrice skladníkem. Po absolvování základního vzdělání a studia na brněnské reálce pokračoval v dalším studiu v letech 1921–1926 na pražské malířské akademii, zprvu čtyři roky ve všeobecné škole a následně dva roky ve speciálce u prof. Františka Thieleho. Během studia na akademii se sblížil s generačně starším malířem Villi Nowakem a sdílel společné zaujetí pro francouzské impresionisty, které vyústilo v pozdější styl jeho tvorby.
Po studiích v Praze nastoupil v roce 1927 v Brně jako středoškolský profesor kreslení a deskriptivní geometrie na židovském reálném gymnáziu. V lednu roku 1932 se oženil Fridou Zwickerovou a později se jim narodila dcera Zuzana. Veškerý volný čas Otto Ungar věnoval tvorbě, ale vzhledem ke své skromnosti se záměrně stranil společenského ruchu, což způsobilo, že do vypuknutí II. světové války bylo jeho dílo známé jen v okruhu nejbližších přátel. Do roku 1938 vystavoval své dílo souhrnně jen na dvou výstavách, a to v rodném Brně a Moravské Ostravě. Kreslil převážně pastelem portréty a zátiší, nejraději se však vydával na procházky do okolí Brna, kde zachytil mnoho krajinných scén.
V lednu roku 1942 byl s celou rodinou deportován do terezínského ghetta, kde působil v kreslírně Technické kanceláře. Tamější pracující umělci měli připravit grafické materiály ke zprávám pro komandaturu SS. Někteří z nich se snažili tajně zachytit skutečný život v ghettu a mezi tyto umělce patřil i Ungar. Kvůli tomu byl v červenci 1944 zatčen, odsouzen za „propagaci hrůzy“ a převezen i se ženou a dcerou do Malé pevnosti. Odtud byl v říjnu 1944 deportován do Osvětimi a v lednu 1945 nastoupil pochod smrti do Buchenwaldu, kde se s podlomeným zdravím dočkal osvobození. Zemřel však záhy na následky uvěznění a vyčerpání v červenci 1945 v nemocnici v Bleikenhaimu u Výmaru.
V roce 1946 stanovil Okresní soud Brno-město na žádost umělcovy dcery Markéty Ungarové datum 25. července 1945 za den, který Otto Ungar nepřežil. V roce 1946 byla v Židovském muzeu v Praze Otto Ungarovi uspořádána posmrtná výstava, díky níž byl objeven jeho nesporný talent a význam. Od května do října roku 1970 bylo v Památníku Terezín vystaveno 148 obrazů Ungarovy tvorby.

## Výstavy (výběr)

### Autorské
- 1970 – Otto Ungar: Terezínské obrazy a kresby, Památník Terezín
- 1971 – Otto Ungar: Obrazy a kresby z Terezína, Galerie Vincence Kramáře, Malá síň, Praha

### Kolektivní
- 1936 – Skupina výtvarných umělců Brno, Otto Ungar, Dům umění města Brna, Brno
- 1975 – České výtvarné umění v boji proti fašismu a válce, Malá pevnost, Terezín
- 2000 – 90 let Domu umění města Brna, Dům umění města Brna, Brno
- 2016 – Uhlem, štětcem, skalpelem…, Muzeum umění Olomouc – Muzeum moderního umění, Olomouc

## Galerie

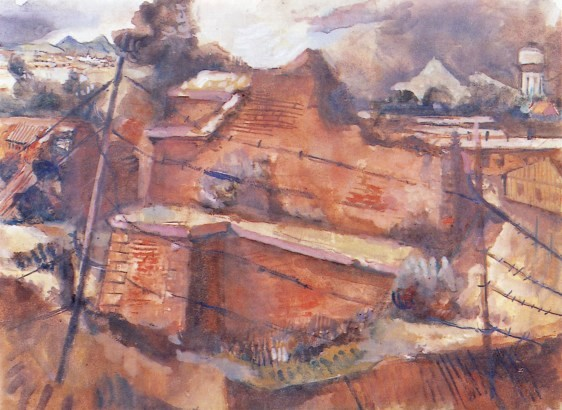
Hradby pevnosti, kresba kvaš, papír
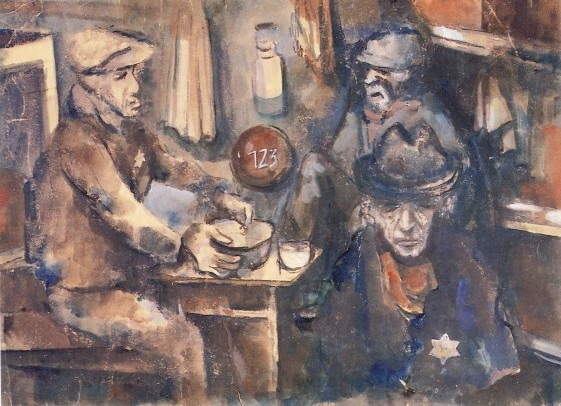
Muži na ubikaci, kresba kvaš, papír
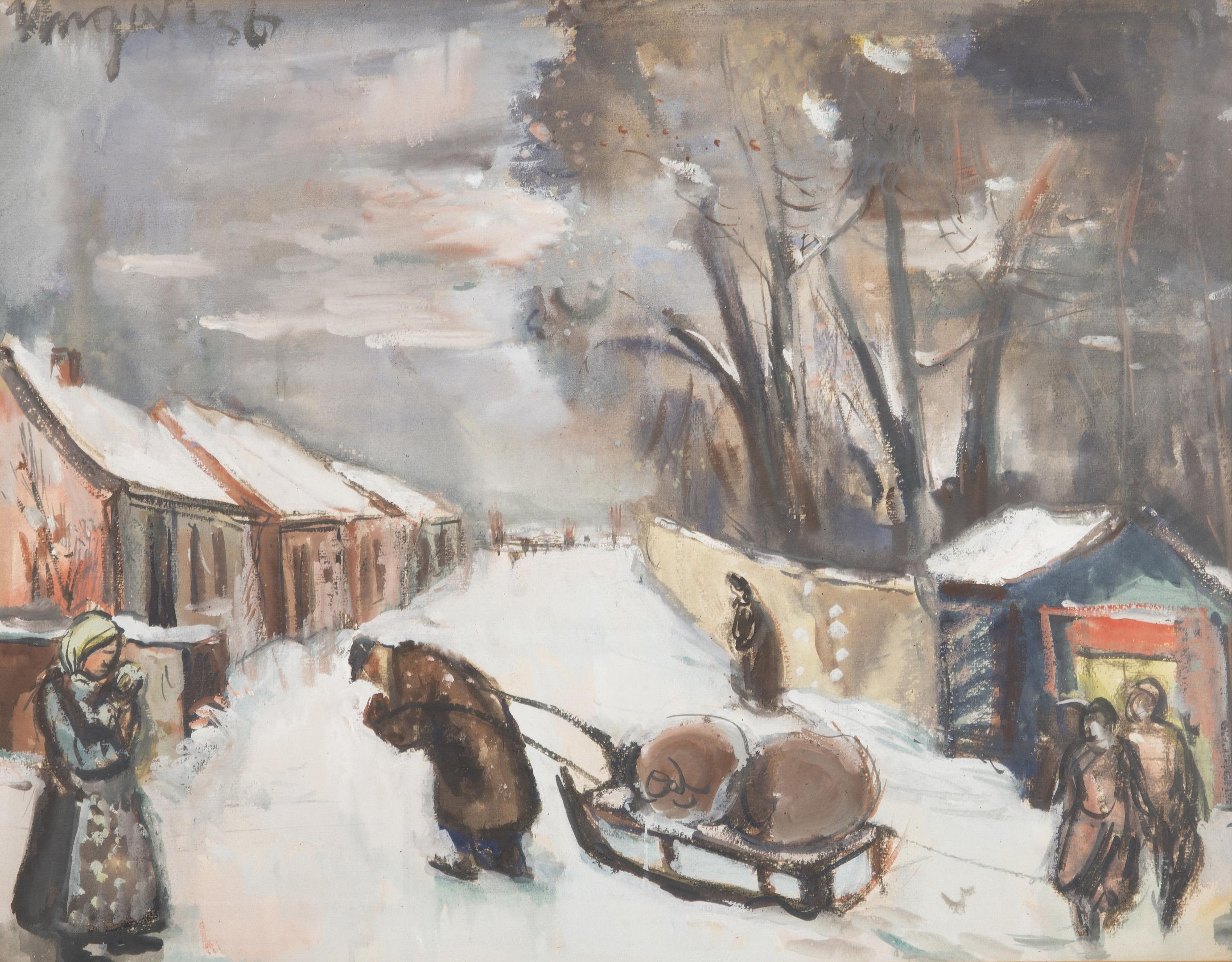
Zima, tempera, papír
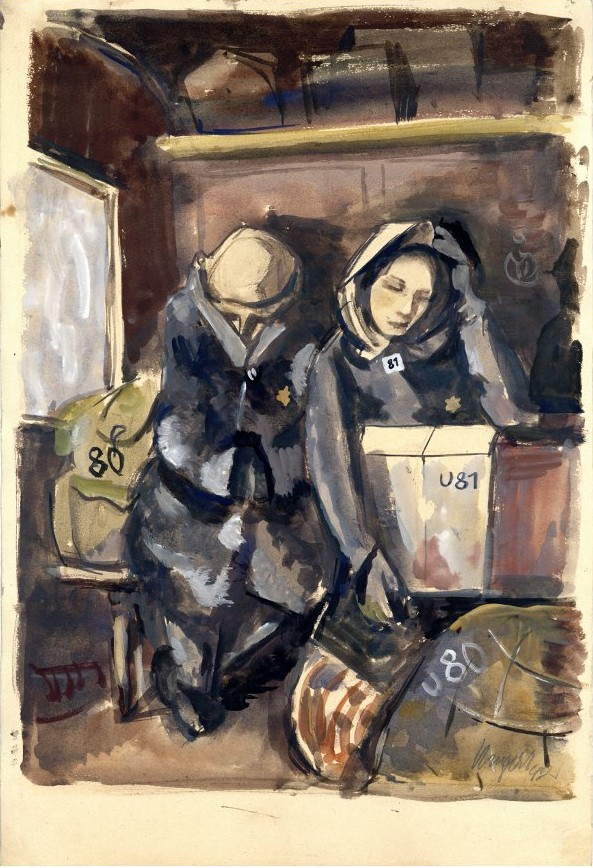
Ve vlaku (1943)
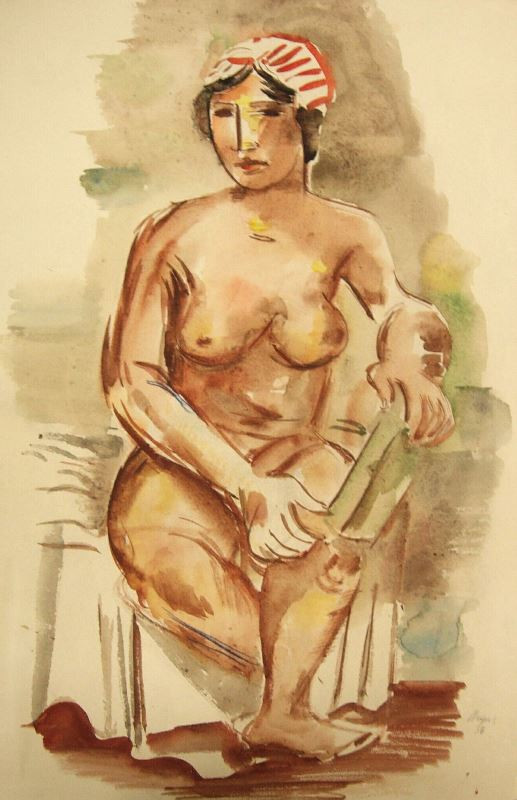
Ženský akt, kresba akvarel, papír
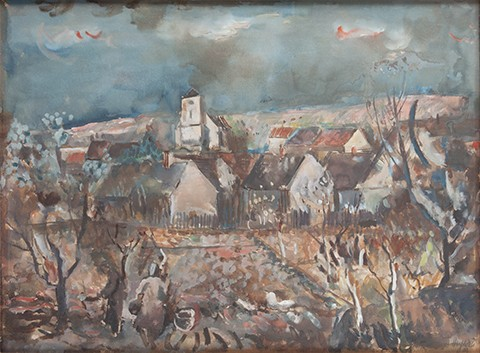
Za vsí, kvaš, papír (1939)

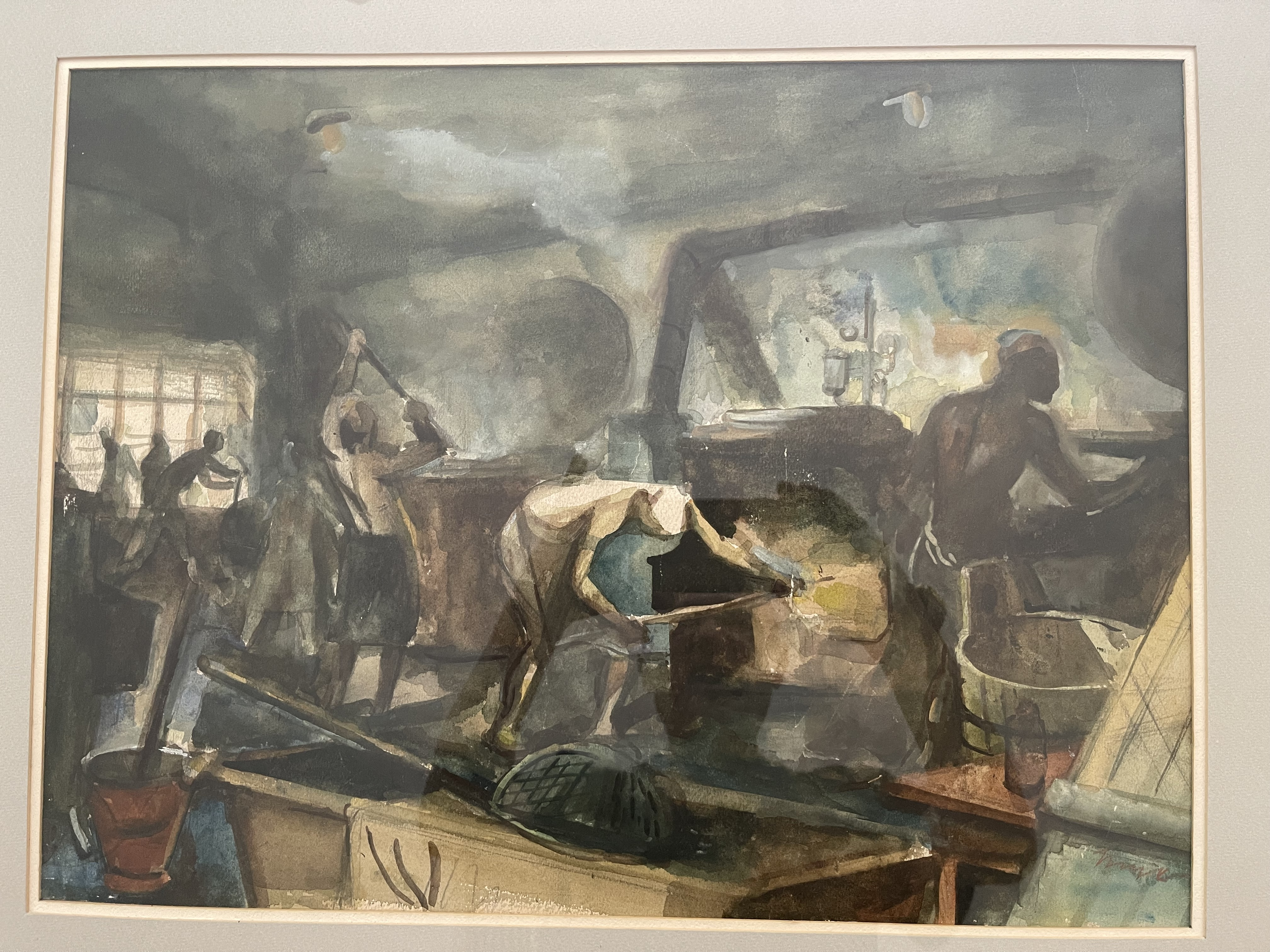
Teratzin Kitchen